# Attia Al Nashwy
Attia Al Nashwy (tiếng Ả Rập Ai Cập: عطية النشوي) (sinh ngày 21 tháng 3 năm 1988) là một cầu thủ bóng đá người Ai Cập hiện tại thi đấu ở vị trí tiền đạo cho câu lạc bộ Ai Cập Al Assiouty Sport.